# Нестабільність (оповідання)
«Нестабільність» (англ. The Instability) — науково-фантастичне оповідання американського письменника Айзека Азімова, опубліковане 1 січня 1989 року в газеті Обсервер. Оповідання ввійшло до збірки «Золото» 1995 року.

## Сюжет
Професор розповідає своєму колезі, що він уможливив подорожі у часі. За його розрахунками на місці Сонця буде інша зоря через 27 мільйонів років. Професор з колегою фіксують свій корабель в просторі і здійснюють подорож у цей час, щоб спостерігати за нею. Після завершення спостережень, вони вирішують повернутись додому.
Повернувшись вони знаходять тільки чорний простір, очевидно рух назад в часі відбувається якимось іншим чином, і вони потрапили в первинний хаос. Колега встигає зауважити, що оскільки вони тут, то це вже не є первинним хаосом. Одразу після цього відбувається Великий вибух, який знищує їх і створює новий всесвіт.